# Leichtathletik-Europameisterschaften 2022/4 × 100 m der Frauen

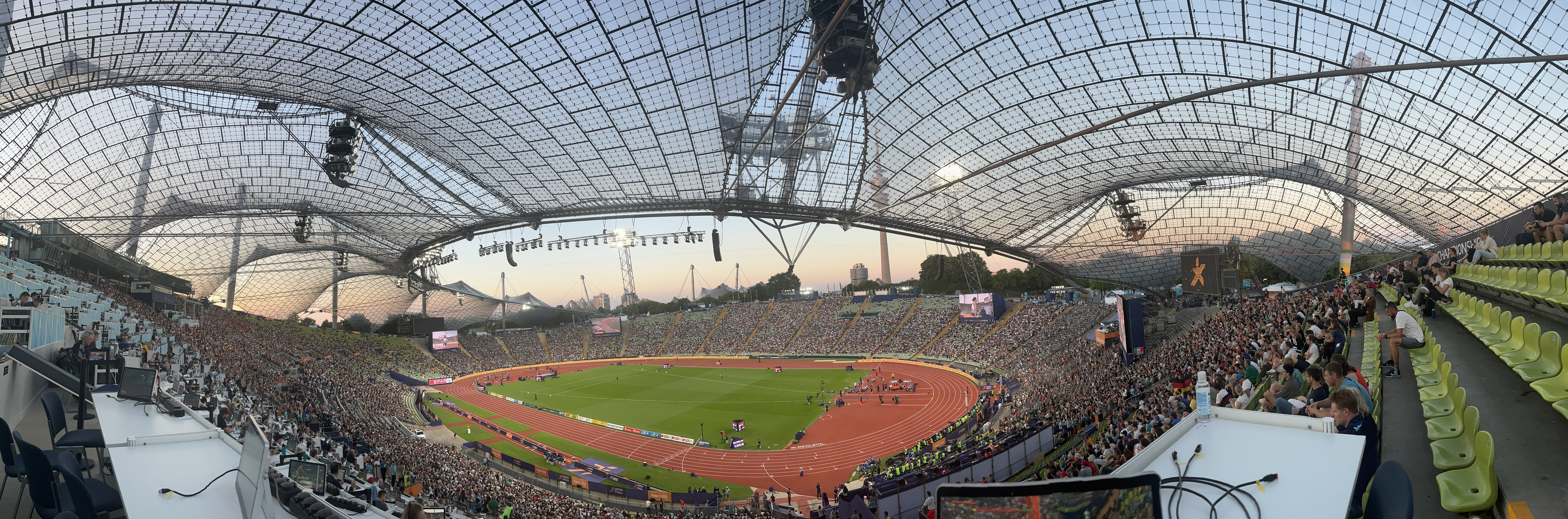
Das Olympiastadion in München während der Europameisterschaften 2022

Die 4-mal-100-Meter-Staffel der Frauen bei den Leichtathletik-Europameisterschaften 2022 wurde am 19. und 21. August 2022 im Olympiastadion der deutschen Stadt München ausgetragen.
Europameister wurde Deutschland in der Besetzung Alexandra Burghardt, Lisa Mayer, Gina Lückenkemper (Finale) und Rebekka Haase sowie der im Vorlauf außerdem eingesetzten Jessica-Bianca Wessolly.

Den zweiten Platz belegte Polen mit Pia Skrzyszowska (Finale), Anna Kiełbasińska (Finale), Marika Popowicz-Drapała und Ewa Swoboda sowie den im Vorlauf außerdem eingesetzten Magdalena Stefanowicz und Martyna Kotwiła.

Bronze ging an Italien mit Zaynab Dosso, Dalia Kaddari (Finale), Anna Bongiorni und Alessia Pavese sowie der im Vorlauf außerdem eingesetzten Gloria Hooper.
Auch die nur im Vorlauf eingesetzten Läuferinnen erhielten entsprechendes Edelmetall. Rekorde und Bestleistungen standen dagegen nur den tatsächlich laufenden Athletinnen zu.

## Rekorde

### Bestehende Rekorde
| Weltrekord           | 40,82 s | USA (Tianna Madison, Allyson Felix, Bianca Knight, Carmelita Jeter) | OS London, Großbritannien              | 10. August 2012   |
| Europarekord         | 41,37 s | DDR (Silke Gladisch, Sabine Rieger, Ingrid Auerswald, Marlies Göhr) | Canberra, Australien                   | 6. Oktober 1985   |
| Meisterschaftsrekord | 41,68 s | DDR (Silke Möller, Katrin Krabbe, Kerstin Behrendt, Sabine Günther) | EM Split, Jugoslawien (heute Kroatien) | 1. September 1990 |

Der bestehende EM-Rekord wurde bei diesen Europameisterschaften nicht erreicht. Die schnellste Zeit erzielte Europameister Deutschland mit 42,34 s im Finale am 21. August, womit das Quartett 66 Hundertstelsekunden über dem Rekord blieb. Zum Europarekord fehlten 97 Hundertstelsekunden, zum Weltrekord 1,52 Sekunden.

### Rekordverbesserung
Es wurde ein neuer Landesrekord aufgestellt:

42,61 s – Polen (Pia Skrzyszowska, Anna Kiełbasińska, Marika Popowicz-Drapała, Ewa Swoboda), Finale am 21. August

## Legende
Kurze Übersicht zur Bedeutung der Symbolik – so üblicherweise auch in sonstigen Veröffentlichungen verwendet:
| NR  | Nationaler Rekord                        |
| DNF | Wettkampf nicht beendet (did not finish) |
| DNS | nicht am Start (did not start)           |
| DSQ | disqualifiziert                          |
| IWR | Internationale Wettkampfregeln           |
| TR  | Technische Regeln                        |

## Vorrunde
19. August 2022
Die Vorrunde wurde in zwei Läufen durchgeführt. Die ersten drei Staffeln pro Lauf – hellblau unterlegt – sowie die darüber hinaus zwei zeitschnellsten Teams – hellgrün unterlegt – qualifizierten sich für das Finale.

### Vorlauf 1
19. August 2022, 10:25 Uhr MESZ
| Platz | Staffel        | Besetzung                                                                                                 | Zeit (s)                                    |
| ----- | -------------- | --- | ------------------------------------------- |
| 1     | Großbritannien | Asha Philip Imani Lansiquot Bianca Williams (Vorlauf) Ashleigh Nelson                                     | 42,83                                       |
| 2     | Spanien        | Sonia Molina-Prados Jaël Bestué Paula Sevilla María Isabel Pérez                                          | 42,95                                       |
| 3     | Italien        | Zaynab Dosso Gloria Hooper (Vorlauf) Anna Bongiorni Alessia Pavese                                        | 43,28                                       |
| 4     | Belgien        | Elise Mehuys Delphine Nkansa Rani Vincke Rani Rosius                                                      | 43,58                                       |
| 5     | Schweden       | Julia Henriksson Daniella Busk Filippa Sivnert Elvira Tanderud                                            | 44,10                                       |
| 6     | Dänemark       | Mette Graversgaard Mathilde Kramer Emma Beiter Bomme Astrid Glenner-Frandsen                              | 44,20                                       |
| 7     | Griechenland   | Styliani-Alexandra Michailidou Elisavet Pesiridou Artemis-Melina Anastasiou Rafaela Spanoudaki-Chatziriga | 44,58                                       |
| DSQ   | Österreich     | Viktoria Willhuber Susanne Walli Magdalena Lindner Lena Pressler                                          | IWR 170, TR24.7 Wechselraum- überschreitung |

### Vorlauf 2
19. August 2022, 10:35 Uhr MESZ
| Platz | Staffel     | Besetzung                                                                                     | Zeit (s) |
| ----- | ----------- | --------------------------------------------------------------------------------------------- | -------- |
| 1     | Frankreich  | Floriane Gnafoua Gémima Joseph Hélène Parisot Mallory Leconte                                 | 43,24    |
| 2     | Deutschland | Alexandra Burghardt Lisa Mayer Jessica-Bianca Wessolly (Vorlauf) Rebekka Haase                | 43.33    |
| 3     | Polen       | Magdalena Stefanowicz (Vorlauf) Martyna Kotwiła (Vorlauf) Marika Popowicz-Drapała Ewa Swoboda | 43,49    |
| 4     | Niederlande | N’ketia Seedo Zoë Sedney Minke Bisschops (Vorlauf) Naomi Sedney                               | 43,75    |
| 5     | Schweiz     | Géraldine Frey Ajla Del Ponte Salomé Kora Melissa Gutschmidt                                  | 43,93    |
| 6     | Ungarn      | Anna Kocsis Jusztina Csóti Boglárka Takács Anna Tóth                                          | 44,19    |
| 7     | Finnland    | Johanna Kylmänen Aino Pulkkinen Anniina Kortetmaa Anna Pursiainen                             | 44,73    |
| DNF   | Tschechien  | Eva Kubíčková Tereza Lamačová Natálie Kožuškaničová Johana Kaiserová                          |          |

## Finale

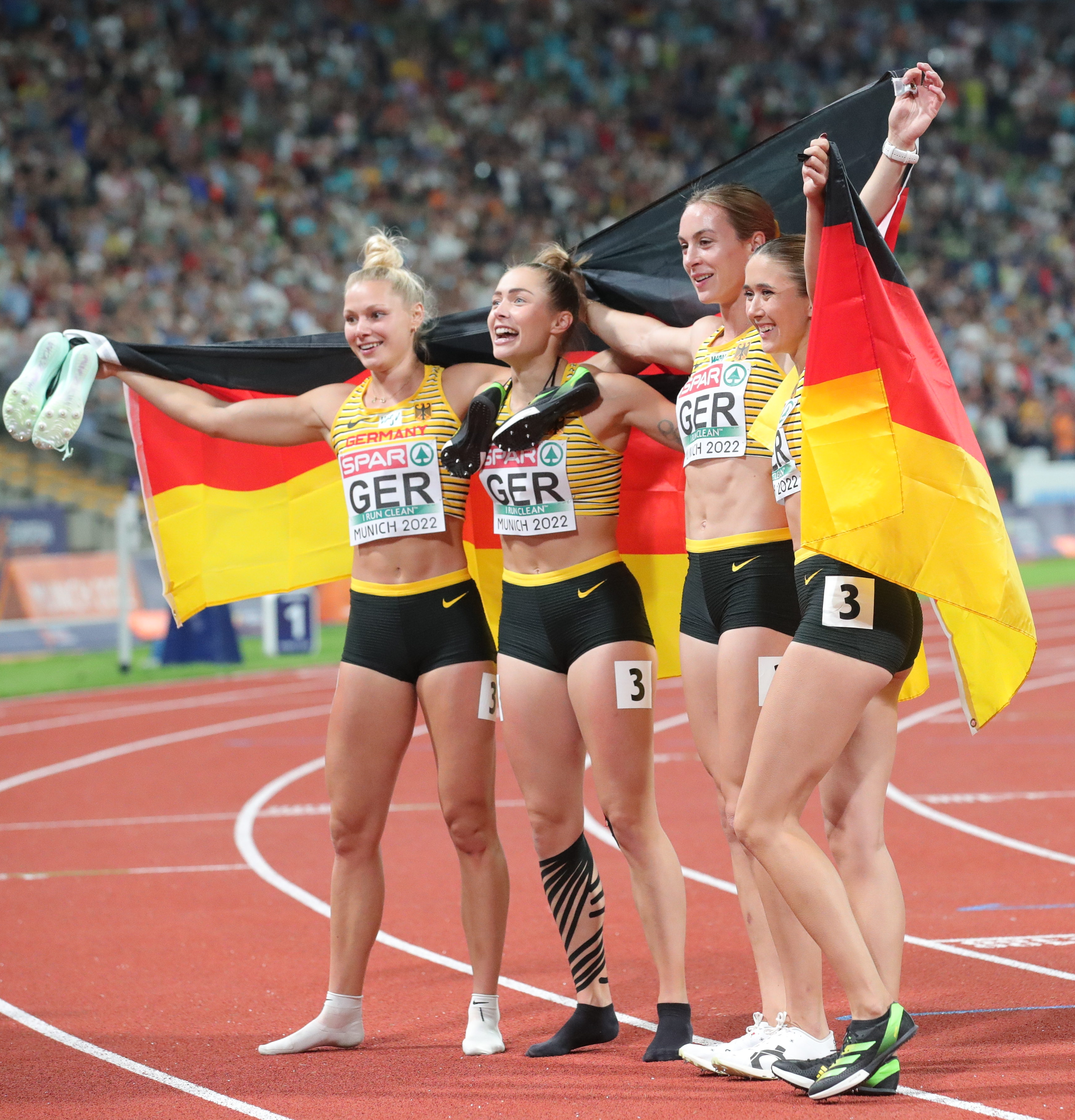
Lisa Mayer, Gina Lückenkemper, Alexandra Burghardt und Rebekka Haase nach dem Gewinn der Goldmedaille

21. August 2022, 21:22 Uhr MESZ
| Platz | Staffel        | Besetzung | Zeit (s) |
| ----- | -------------- | --- | -------- |
| 1     | Deutschland    | Alexandra Burghardt Lisa Mayer Gina Lückenkemper (Finale) Rebekka Haase im Vorlauf außerdem: Jessica-Bianca Wessolly                                | 42,34    |
| 2     | Polen          | Pia Skrzyszowska (Finale) Anna Kiełbasińska (Finale) Marika Popowicz-Drapała Ewa Swoboda im Vorlauf außerdem: Magdalena Stefanowicz Martyna Kotwiła | 42,61 NR |
| 3     | Italien        | Zaynab Dosso Dalia Kaddari (Finale) Anna Bongiorni Alessia Pavese im Vorlauf außerdem: Gloria Hooper                                                | 42,84    |
| 4     | Spanien        | Sonia Molina-Prados Jaël Bestué Paula Sevilla María Isabel Pérez                                                                                    | 43,03    |
| 5     | Niederlande    | N’ketia Seedo Zoë Sedney Jamile Samuel (Finale) Naomi Sedney im Vorlauf außerdem: Minke Bisschops                                                   | 43,03    |
| 6     | Belgien        | Elise Mehuys Delphine Nkansa Rani Vincke Rani Rosius                                                                                                | 43,98    |
| DNF   | Frankreich     | Floriane Gnafoua Gémima Joseph Hélène Parisot Mallory Leconte                                                                                       |          |
| DNF   | Großbritannien | Asha Philip Imani Lansiquot Ashleigh Nelson Dina Asher-Smith (Finale) im Vorlauf außerdem: Bianca Williams                                          |          |

## Videolink
- Women's 4x100m Relay Final, Munich 2022, Germany, youtube.com, abgerufen am 9. April 2023